# Robert Patrick (dramatik)
Robert Patrick (rodným jménem Robert Patrick O' Connor, 27. září 1937, Kilgore, Texas, Spojené státy americké – 23. dubna 2023) byl americký dramatik, básník, textař, spisovatel povídek a románů.

## Osobní život

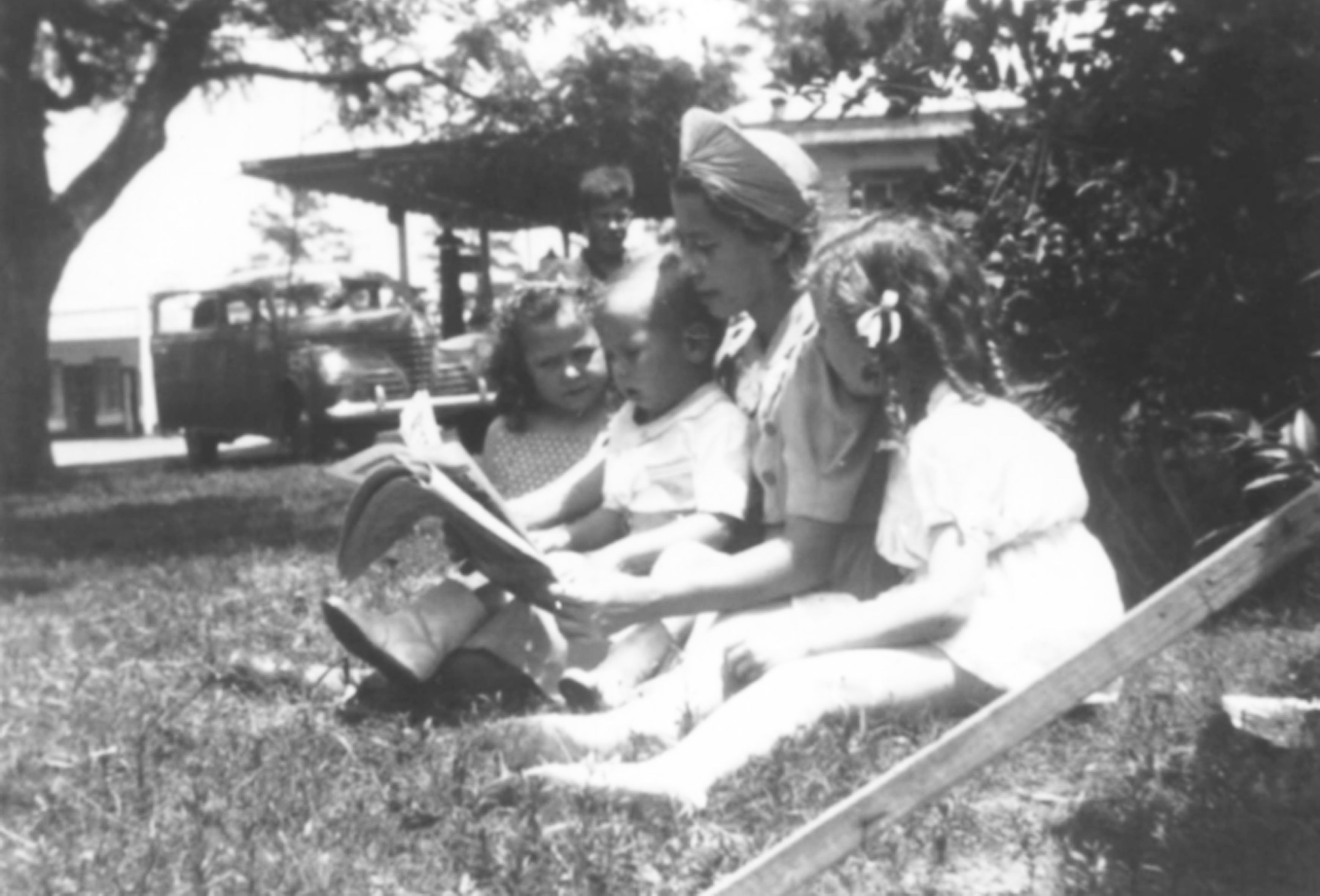
Patrickova matka jej vždy podporovala v četbě.

Robert Patrick se narodil v rodině kočujících dělníků v Texasu. Protože jeho rodiče cestovali za prací po celém Jihozápadě Spojených států, nikdy nechodil do jedné školy po celý rok až do svého posledního roku na střední škole v Roswellu v Novém Mexiku. Zdroji kultury v jeho životě byly knihy, film a rozhlas. Jeho matka jej naučila číst a zařídila, aby začal chodit do školy o rok dříve. V důsledku neustálého stěhování trpěl nedostatkem sociálních kontaktů a měl špatné studijní výsledky. Jeho studium na vysoké škole skončilo po dvou letech neúspěchem.
Když se živil jedno léto mytím nádobí v divadle Kennebunkport Playhouse v Kennebunkportu ve státě Maine, zamiloval si toto prostředí, protože s výjimkou několika školních představení žádné živé divadlo nezažil. Během návštěvy New Yorku na cestě zpět do Roswellu navštívil 14. září 1961 Caffe Cino, první Off-Off Broadway divadlo. Zůstal tam pracovat zdarma jako dobrovolník. Získával divadelní zkušenosti jako pomocník produkce během řady inscenací, včetně hry So Long at the Fair od Lanforda Wilsona. Sám psal již delší dobu básně. V roce 1964 pak napsal svou první divadelní hru The Haunted Host, která byla brzy v Caffe Cino uvedena. Představení bylo poměrně úspěšné a psaní divadelních her se tak stalo jeho hlavním zaměřením.

## Kariéra
Patrick byl autorem více než 60 divadelních her.

### Šedesátá léta

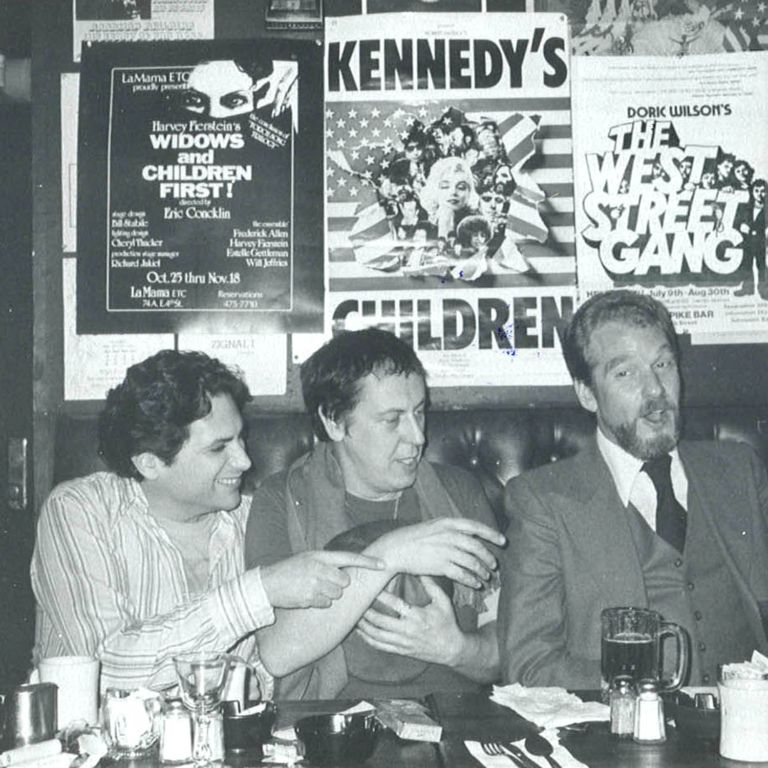
Harvey Fierstein, Robert Patrick a Doric Wilson v roce 1981.

Jeho první hra, The Haunted Host, byla uvedena v roce 1964 v Caffe Cino v Greenwich Village v New York City. Patrick odmítl angažovat Neila Flanagana, hlavní hvězdu divadla Caffe Cino, do titulní role (protože Flanagan krátce předtím hrál roli homosexuála ve Wilsonově hře The Madness of Lady Bright) a ve hře sám hrál spolu s dalším dramatikem Williamem M. Hoffmanem.
Během šedesátých let byl Patrick průkopníkem v Off-Off-Broadway divadle a divadle s homosexuální tematikou. V této době proběhlo v New Yorku více než 300 inscenací jeho her. V roce 1972 jej divadelní agentura Samuel French označila jako „nejčastěji uváděného dramatika v New Yorku“.
V roce 1969 obdržel cenu „Show Business“ za hry Joyce Dynel, Armáda Spásy a Mlha. Ve stejném roce byla uvedena jeho hra Camera Obscura v PBS (Public Broadcasting Service) s Marge Champion v hlavní roli.

### Sedmdesátá léta
V roce 1973 byla jeho hra Kennedyho děti poprvé uvedena pokoutně v zadní místnosti londýnské hospody, ale záhy se hrála na scéně King's Head Theatre ve West Endu a v mnoha divadlech po celém světě.
V inscenaci hry The Haunted Host z roku 1974 vystoupil poprvé herec Harvey Fierstein v mužské roli (před tím vystupoval pouze v ženských převlecích v rolích typu drag queen). Po letech zahrnul Fierstein záznam monologu ze hry Pouf Positive na svůj kompaktní disk This Is Not Going to Be Pretty. Hra Pouf Positive byla zfilmována v roce 1989 Dovem Hechtmanem.
Roku 1974 byla také první sezóna gay divadla ve Spojeném království, pro které Patrick napsal tři hry.
Hra Kennedyho děti byla v roce 1975 uvedena na Broadway. Herečka Shirley Knight získala za toto představení v roce 1976 cenu Tony Award za nejlepší ženský herecký výkon v divadle. Tuto roli hrála i v roce 1979 v televizním uvedení hry v CBS-TV-Kabel.
Patrick díky této hře procestoval celý svět, navštívil představení Kennedyho dětí od Anchorage na Aljašce po Kapské Město. Po deset let také navštěvoval střední školy a středoškolská divadelní shromáždění jménem organizace International Thespian Society.
V roce 1976 napsal na objednávku hereček Marlo Thomas a Lily Tomlin hru My Cup Ranneth Over. Ačkoliv hra v tomto obsazení nebyla nakonec uvedena, stala se Patrickovou nejčastěji uváděnou hrou.
Hra T-Shirts byla poprvé uvedena v roce 1979 s Jackem Wranglerem v hlavní roli. Hra byla později vybrána jako úvodní hra do Hoffmanovy antologie Gay Plays: A First Collection.

### Osmdesátá léta
Blue Is For Boys byla Patrickovou první hrou o homosexuálních teenagerech. V letech 1983 a 1986 vedení Manhattanu na počest hry vyhlásilo akci „Blue is for Boys Weekend“.
The Trial of Sokrates byla první gay hra uvedená v New York City.
Ve hře Hello Bob Patrick shrnul své zkušenosti s uváděním hry Kennedyho děti. Současně to byla jeho poslední hra, kterou režíroval před odchodem z New Yorku.
Další Patrickova díla včetně hry Untold Decades z roku 1988 popisují humorným způsobem život homosexuála ve Spojených státech. Temple Slave (Chrámový otrok) je „zcela idealizovaný“ román o počátcích Off-Off Broadway a gay divadla.

### Později
Robert Patrick rovněž napsal jako ghostwriter několik scénářů pro film a televizi. Otiskoval básně a recenze v magazínech Playbill, FirstHand a Adult Video News. Jeho povídky jsou zahrnuty v mnoha antologiích.
Dále se objevil v dokumentárních filmech, Resident Alien (1990) (s Quentinem Crispem) a Wrangler: Anatomy of an Icon (2008); a na videích: O is for Orgy: The Sequel a O Boys: Parties, Porn, and Politics, obě v produkci O Boys Network.
Nedávno[kdy?] publikoval své paměti Film Moi or Narcissus in the Dark, a hry: Hollywood at Sunset a Michelangelo's Models.
Psal recenze erotických homosexuálních videí pro několik publikací. Rovněž popsal 70 stran fotografií na Caffe Cino Pictures.
Z divadla odešel v roce 1990 a od roku 1993 žije v Los Angeles.
V roce 2010 vydal DVD se svou přednáškou Caffe Cino: Rodiště Gay Divadla a dvě knihy básní, „A Strain of Laughter“ a „Bitter with the Sweet“. V roce 2013 jej pozvali zpět na pódium mladí lidé z losangeleského undergroundového divadla. Předčítal, zpíval a hrál a nakonec v březnu 2014 vystoupil s celovečerní one-man show o své kariéře s názvem „What Doesn't Kill Me Makes a Great Story Later“, ve které rovněž zpíval několik svých písní.

## Vybraná díla

### Hry
- The Haunted Host (1964)
- Joyce Dynel (1969)
- Salvation Army (1969)
- Fog (1969)
- Camera Obscura (1969)
- Pouf Positive
- Kennedy's Children (1974)[9]
- One Man, One Woman
- Play-By-Play
- The Golden Circle
- Tools Not Rules
- My Cup Ranneth Over (1976)
- T-Shirts (1979)
- Mutual Benefit Life
- Mercy Drop
- Blue Is For Boys (1983)
- Untold Decades (1988)
- Michelangelo's Models
- Bread Alone
- The Trial of Socrates
- Judas"
- The Trojan Women" (after Euripides)
- The Last Stroke
- Hello, Bob
- Evan on Earth
- All at Sea (book and score)
- Hollywood at Sunset
- What Doesn't Kill Me Makes a Great Story Later(2013-2014)

### Sbírky a antologie
- Robert Patrick's Cheap Theatricks
- Mercy Drop and Other Plays
- Gay Plays: A First Collection (edited by Hoffman), includes T-Shirts
- Contra/Dictions
- The Mammoth Book of Gay Short Stories
- Flesh & the Word 2 & 3
- Best Gay Erotica 2009 & 2010
- Up by Wednesday (2014)
- Untold Decades: Seven Comedies of Gay Romance

### Poesie
- „Benedicktion“, published in RFD magazine #104

### Scénáře
- Ghost Story (TV seriál) (TV) (1972)
- High-Tide (TV) (1990)
- Robin's Hoods (TV) (1994)

Delusion (film) 2004
Plus numerous ghost-written works

### Filmy a videa
- Resident Alien (1990)
- O Is for Orgy: The Sequel
- O Boys: Parties, Porn, and Politics
- Wrangler: Anatomy of an Icon (2008)

### Ocenění
- Show Business Magazine Best Play Award, 1969
- Glasgow Citizens Theatre Best World Playwrighting Award, 1973
- The International Thespian Society Founders Award for Services to Theatre and to Youth, 1980 (first openly gay recipient)
- Blue is for Boys Weekends in the Borough of Manhattan, 1983 and 1986
- Robert Chesley Foundation Award For Lifetime Achievement In Gay Playwrighting, 1996
- West Hollywood Gay and Lesbian Advisory Board's Rainbow Key Award for having been instrumental in the creation of gay theatre and the off-off-Broadway movement, 2008
- New York Innovative Theatre Foundation, Artistic Achievement Award, 2011
- Charles Rodman Award for 50 Years of Service to Gay Theatre, 2014

## Hry uvedené v Česku
- 1978 Kennedyho děti, Národní divadlo v Praze, překlad: Martin Hilský, premiéra 7. září 1978 v Laterně Magice[p 1] režie: Ivan Rajmont, hráli: Blanka Bohdanová, Taťjana Medvecká/Zuzana Šavrdová, Petr Svojtka, Jiří Štěpnička, Klára Jerneková a Jaroslav Mareš.[10]
- 1996 Kennedyho děti (Ó, milý Buddho!) Dejvické divadlo, premiéra 25. září 1996 (původně klauzura DAMU 11. června 1996), režie: Miroslav Krobot[11]
- 2005 Kennedyho děti, A studio Rubín, premiéra: 29. září 2005, režie: Alexandr Minajev. hráli: Ivana Milbachová, Petra Špindlerová, Erika Deutschová, Kryštof Rímský, Tomáš Valík, Alexandr Minajev, Zdeněk Král[12]
- 2015 Kennedyho děti, Divadlo Na Fidlovačce premiéra 30. března 2015, převzaté představení, původně hráno v Redutě. Režie: Lukáš Pečenka, hráli: Vanda Chaloupková, Barbara Chybová, Markéta Procházková, Vojtěch Blahuta / Petr Šmíd, Ondřej Izdný[13]